# Sonic Team
Sonic Team (pierwotnie Sega AM8) – stworzony w 1988 roku oddział firmy Sega produkujący gry komputerowe i wideo. W 1991 po udanym debiucie nowej maskotki korporacji, niebieskiego jeża Sonica, przejęła po niej nazwę.
Przez długi czas Sonic Team kojarzono z Yujim Naką, japońskim programistą i twórcą gier wideo. Współtwórca Sonica, Naoto Ōshima, opuścił Sonic Team, aby stworzyć jego własne studio, Artoon. 8 maja 2006 Naka również opuścił grupę z dziesięcioma innymi członkami Sonic Team, aby stworzyć niezależną firmę produkującą gry – PROPE.